# Hittbergen
Hittbergen – miejscowość i gmina położona w niemieckim kraju związkowym Dolna Saksonia, w powiecie Lüneburg. Należy do (niem. Samtgemeinde) gminy zbiorowej Scharnebeck.

## Położenie geograficzne
Hittbergen leży ok. 14 km na północny wschód od Lüneburga i 4 km na południowy wschód od Lauenburg/Elbe. Do Hamburga jest ok. 45 km na zachód.
Od wschodu sąsiaduje z północnymi terenami Bleckede, od południa z gminą Lüdersburg, od zachodu graniczy z gminami Echem i Hohnstorf (Elbe). Na północy poprzez Łabę graniczy z gminą Nostorf wchodzącą w skład urzędu Boizenburg-Land w kraju związkowym Meklemburgia-Pomorze Przednie. Po drugiej, prawej stronie Łaby (naprzeciw Barförde) leży miejscowość Horst, w której przed zjednoczeniem Niemiec znajdowało się przejście graniczne między ówczesnymi NRD i RFN. 
Teren gminy jest bagnisty, poprzecinany dziesiątkami rowów melioracyjnych.

## Dzielnice gminy

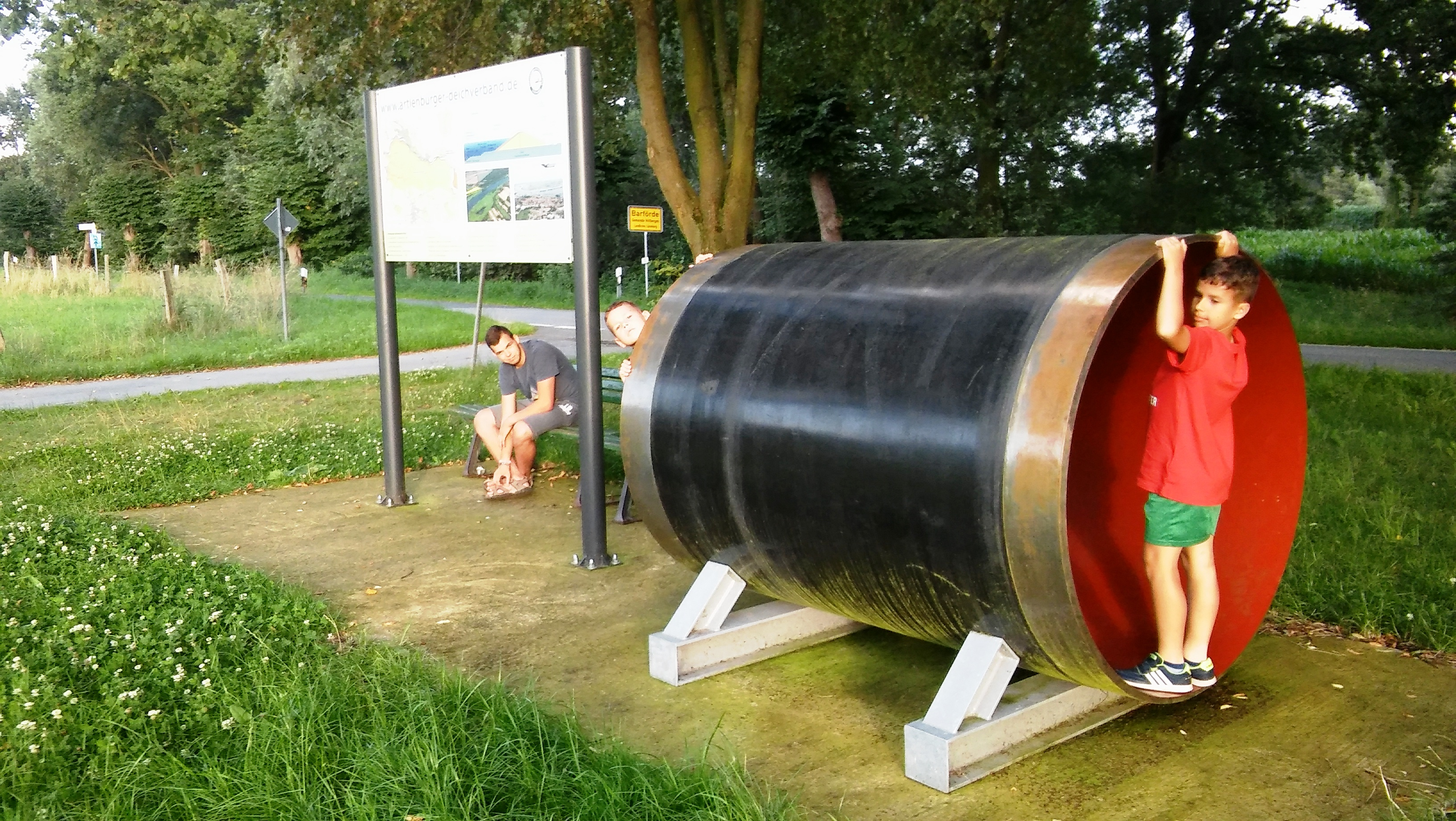
Fragment rury gazociągu (⌀ 140 cm) i tablica pamiątkowa w miejscu przebiegu linii przez miejscowość

W skład gminy Hittbergen wchodzi dzielnica Barförde. 
Przez miejscowość Barförde został wytyczony i położony w roku 2011 gazociąg  NEL (Norddeutsche Erdgasleitung) stanowiący zachodnią odnoga rosyjsko-niemieckiego gazociągu Nord Stream. W Barförde został gazociąg puszczony pod rzekę Łabę nowoczesną metodą HDD i przeciągnięty pod dnem rzeki do sąsiedniego kraju związkowego Meklemburgia–Pomorze Przednie. Długość przekroczenia pod rzeką i systemem wałów przeciwpowodziowych została ustalona na 1080 m, a średnica przygotowanego otworu wiertniczego wyniosła 1800 mm.  Czas instalacji był krótszy niż 9 godzin. Jest to najdłuższa jak dotąd instalacja rurociągu o średnicy 56" metodą HDD w Europie. O ułożonym (niewidocznym teraz) gazociągu informuje tablica pamiątkowa w Barförde przy wjeździe do miejscowości od strony Hittbergen (na ilustracji obok). 

## Zabytki

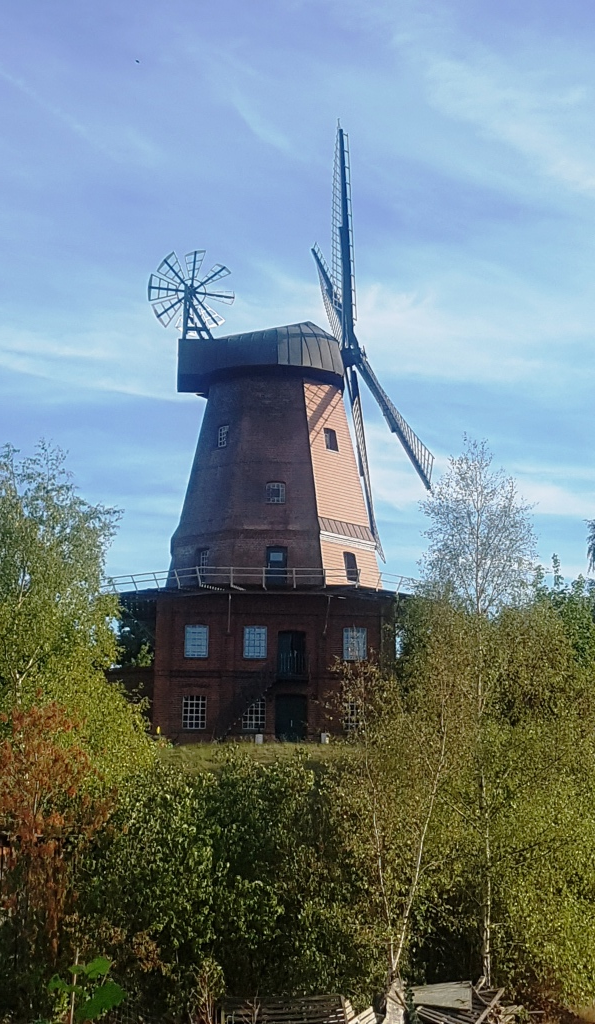
Wiatrak w Hittbergen (2018)

Istniejący kościół parafialny pw. św. Marcina wzniesiony został w latach 1872–1875. Jednak starszą budowlą jest wiatrak typu holenderskiego z 1807, który powstał na miejscu starego wiatraka zbudowanego jeszcze przed wojną trzydziestoletnią.

## Komunikacja
Do najbliższej autostrady A39 w Lüneburgu jest ok. 12 km. Hittbergen leży 2 km od drogi krajowej B209, tuż pod Lauenburg/Elbe i 4 km od B5. Połączenie z Hamburgiem możliwe jest zarówno przez autostradę A39 oraz przez most na Łabie w Lauenburgu i Geesthacht drogą krajową B5 do autostrady A25. Do osiągnięcia autostrady A25 na w pobliżu Geesthachtu jest ok. 20 km.